# Agnes Smedley
Agnes Smedley (Osgood, 23 febbraio 1892 – Londra, 6 maggio 1950) è stata una giornalista e scrittrice statunitense, è stata un'attivista che ha sostenuto il Movimento per l'indipendenza indiana e la Rivoluzione comunista cinese. Cresciuta in una famiglia di minatori poveri nel Missouri e in Colorado, ha raccontato la formazione della sua coscienza femminista e socialista nel romanzo autobiografico Daughter of Earth (1929).
Come studentessa universitaria durante la prima guerra mondiale, organizzò il sostegno per l'indipendenza dell'India dal Regno Unito, ricevendo sostegno finanziario dal governo tedesco. Dopo la guerra andò in Germania, dove conobbe e lavorò con i nazionalisti indiani. Tra il 1928 e il 1941 visse e lavorò in Cina, principalmente come giornalista. Durante la prima fase della guerra civile cinese, risiedeva a Shanghai e pubblicava ampiamente a sostegno della causa comunista; successivamente, durante la seconda guerra sino-giapponese, viaggiò con l'Ottava Armata della Strada e visse per un certo periodo nella base comunista di Yan'an.
Oltre a Daughter of Earth, le pubblicazioni di Smedley includono quattro libri di saggistica sulla Cina; reportage per testate di Stati Uniti, Inghilterra e Germania; e una biografia del generale comunista cinese Zhu De. È stata accusata di essere una spia del Comintern e di lavorare con agenti come Richard Sorge, uno dei suoi amanti.

## Biografia

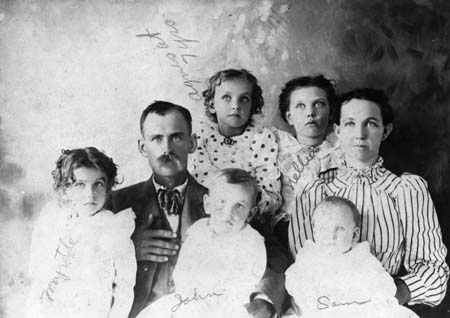
La famiglia The Smedley, 1899

Agnes Smedley nacque a Osgood, Missouri, il 23 febbraio 1892, seconda di cinque figli. Nel 1901, all'età di nove anni, lei e la famiglia si trasferirono a Trinidad, in Colorado, dove assistette a molti degli eventi dello sciopero dei minatori di carbone del 1903-2004. Suo padre lavorava per diverse compagnie di carbone in Colorado e la famiglia si spostava avanti e indietro attraverso il sud-ovest del Colorado. Ha terminato la terza media a Tercio all'età di 16 anni. A 17 anni ha sostenuto l'esame di insegnante di contea e ha insegnato nelle scuole rurali vicino a casa sua per un semestre. È tornata a casa quando sua madre, Sarah, si è ammalata. Sarah morì all'inizio del 1910.
Nello stesso anno, con l'aiuto di una zia, Smedley si iscrisse a una business school a Greeley, in Colorado, dopodiché lavorò come commessa itinerante. Soffrendo di stress fisico ed emotivo, nel 1911 Smedley entrò in un sanatorio. Un amico di famiglia in Arizona le offrì un posto dove stare dopo che fu dimessa e dal 1911 al 1912 Smedley si iscrisse alla Tempe Normal School. Ha pubblicato i suoi primi scritti come redattrice e collaboratrice del giornale scolastico, Tempe Normal Student. A Tempe, divenne amica di una donna di nome Thorberg Brundin e di suo fratello Ernest Brundin. Entrambi i Brundin erano membri del Partito socialista d'America e diedero a Smedley una prima pennellata sulle idee socialiste. Quando i Brundin lasciarono Tempe per San Francisco, invitarono Smedley a stare con loro, e nell'agosto 1912 Smedley sposò Ernest. Il matrimonio, tuttavia, non durò; nel 1916 Smedley e suo marito divorziarono e all'inizio del 1917. Smedley si trasferì a New York City. 
La cognata di Smedley, Thorberg Brundin, era tornata di recente a New York, e Smedley stette con Brundin e suo marito Robert Haberman nella loro casa nel Greenwich Village per i suoi primi mesi a New York. Durante la sua permanenza con loro, Smedley conobbe un certo numero di conoscenti di Brundin, tra cui la femminista Henrietta Rodman e l'attivista per il controllo delle nascite Margaret Sanger.

## Carriera

### Attivismo indiano

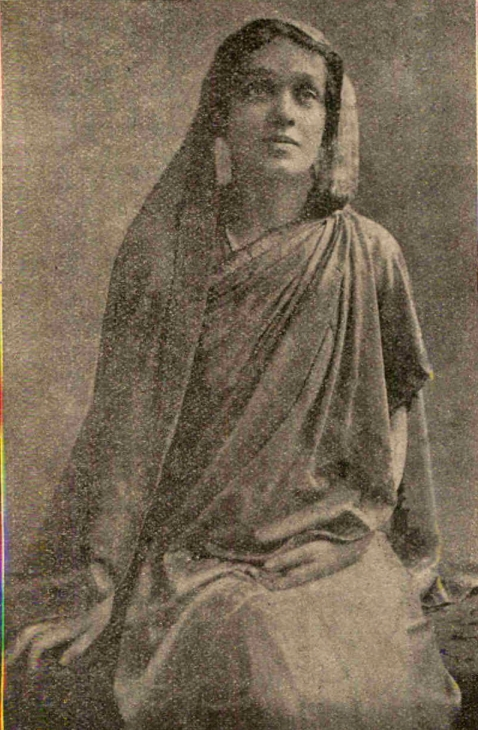
Smedley in sari, 1928

Nello stesso periodo, Smedley fu anche coinvolta con un certo numero di rivoluzionari indiani bengalesi che stavano negli Stati Uniti, tra cui MN Roy e Shailendranath Ghosh. Lavorando per rovesciare il dominio britannico in India, questi rivoluzionari videro la prima guerra mondiale come un'opportunità per la loro causa e iniziarono a cooperare con la Germania, che vide nelle attività dei rivoluzionari un'opportunità per distrarre la Gran Bretagna dal fronte di battaglia europeo. La cooperazione tra i rivoluzionari e la Germania divenne nota come la cospirazione indù-tedesca, e presto il governo degli Stati Uniti agì contro gli indiani. Roy e Ghosh si trasferirono entrambi in Messico e reclutarono Smedley per aiutare a coordinare le attività del gruppo negli Stati Uniti durante la loro assenza, inclusa la gestione di un front office per il gruppo e la pubblicazione di propaganda anti-alleata. La maggior parte di queste attività ha continuato ad essere finanziata dalla Germania. Sia l'intelligence militare americana che quella britannica si interessarono presto alle attività di Smedley. Per evitare la sorveglianza, Smedley cambiò frequentemente indirizzo, spostandosi dieci volte nel periodo dal maggio 1917 al marzo 1918, secondo la biografa Ruth Price.
Nel marzo 1918, Smedley fu arrestata dall'US Naval Intelligence Bureau. Venne incriminata per violazione dell'Espionage Act, prima a New York e poi a San Francisco. Fu imprigionata per due mesi e poi rilasciata su cauzione grazie agli sforzi di amici come Rodman. Smedley trascorse l'anno e mezzo successivo a combattere le accuse; quella di New York fu archiviata alla fine del 1918 e il governo fece cadere le accuse di San Francisco nel novembre 1919. Smedley continuò a lavorare per l'anno successivo per conto degli indiani che erano stati incriminati nel processo per cospirazione indù-tedesca. Si trasferì poi in Germania, dove ha incontrato un comunista indiano, Virendranath Chattopadhyaya, con cui ha vissuto per diversi anni in Germania, coinvolta in varie cause di sinistra. Oltre a Chatto, ebbe anche una relazione con uno studente indiano di Oxford, Barkat Ali Mirza, che era stato a Berlino nel 1926. Voleva un matrimonio islamico, che lei rifiutò.
Nel 1928 terminò il suo romanzo autobiografico Daughter of Earth. Lasciò poi Chattopadhyaya e si trasferì a Shanghai, inizialmente come corrispondente per un giornale tedesco liberale. Daughter of Earth fu pubblicato nel 1929 con grande successo.

### Anni in Cina

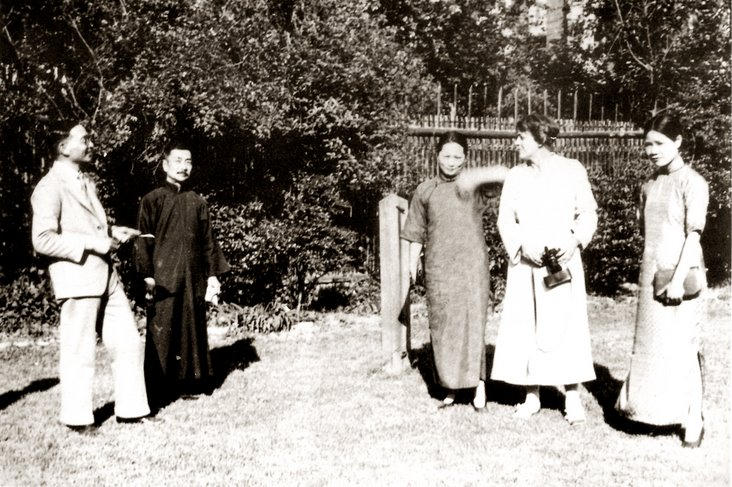
Con amici e colleghi letterari a Shanghai. Da sinistra: Lin Yutang, Lu Xun, Soong Ching-ling, Smedley, Li Peihua

In Cina, Smedley fu corrispondente per il Frankfurter Zeitung e il Manchester Guardian. Coprì molti argomenti, inclusa la guerra anti-giapponese come corrispondente di guerra. Era anche a Xi'an durante l'incidente di Xi'an del dicembre 1936 e fece trasmissioni in inglese per i ribelli. Ha poi riferito sulla seconda guerra sino-giapponese durante il secondo fronte unito. Ha viaggiato prima con l'8ª armata nel 1937 e poi con la nuova quarta armata nel 1938-1939, oltre a visitare alcune unità dell'esercito cinese non comunista.
Smedley ebbe una relazione sessuale con Richard Sorge, un maestro di spionaggio sovietico, mentre si trovava a Shanghai, e probabilmente con Ozaki Hotsumi, un corrispondente dell'Asahi Shimbun. Successivamente hatradusse in giapponese Daughter of Earth. Presentò Sorge a Ozaki, che è diventato il più importante informatore di Sorge in Giappone. Il Mag. Gen. Charles A. Willoughby, che prestò servizio con il Gen. Douglas MacArthur, il capo dell'intelligence, affermò che Smedley era un membro della rete di spionaggio anti-giapponese di Sorge. Dopo la guerra, Smedley minacciò di citare in giudizio Willoughby per quell'accusa. Ruth Price, autrice della biografia più recente ed estesa di Smedley, scrive che ci sono prove molto forti negli archivi ex sovietici che Smedley fosse davvero una spia che si occupava di spionaggio per il Comintern e per conto dell'Unione Sovietica. Gli archivi sovietici chiariscono anche che il legame di Smedley con il Comintern terminò nel 1936.
Nel 1937 fece domanda per l'adesione al Partito Comunista Cinese, ma fu respinta a causa delle riserve del Partito sulla sua mancanza di disciplina e su quella che considerava la sua eccessiva indipendenza mentale. Smedley fu devastata da questo rifiuto ma rimase appassionatamente devota alla causa comunista cinese.
Smedley lasciò Yan'an nel 1937; da allora in poi organizzò forniture mediche e continuò a scrivere. Dal 1938 al 1941 visitò le forze comuniste e del Kuomintang nella zona di guerra. Fu durante la sua permanenza con le forze comuniste a Yan'an, dopo la Lunga marcia, che ebbe ampie interviste con il generale Zhu De, colloqui che costituirono la base del suo libro su di lui. Successivamente fu aiutata con il suo libro dall'attrice e scrittrice Wang Ying che viveva negli Stati Uniti negli anni '40.

### Ultimi anni

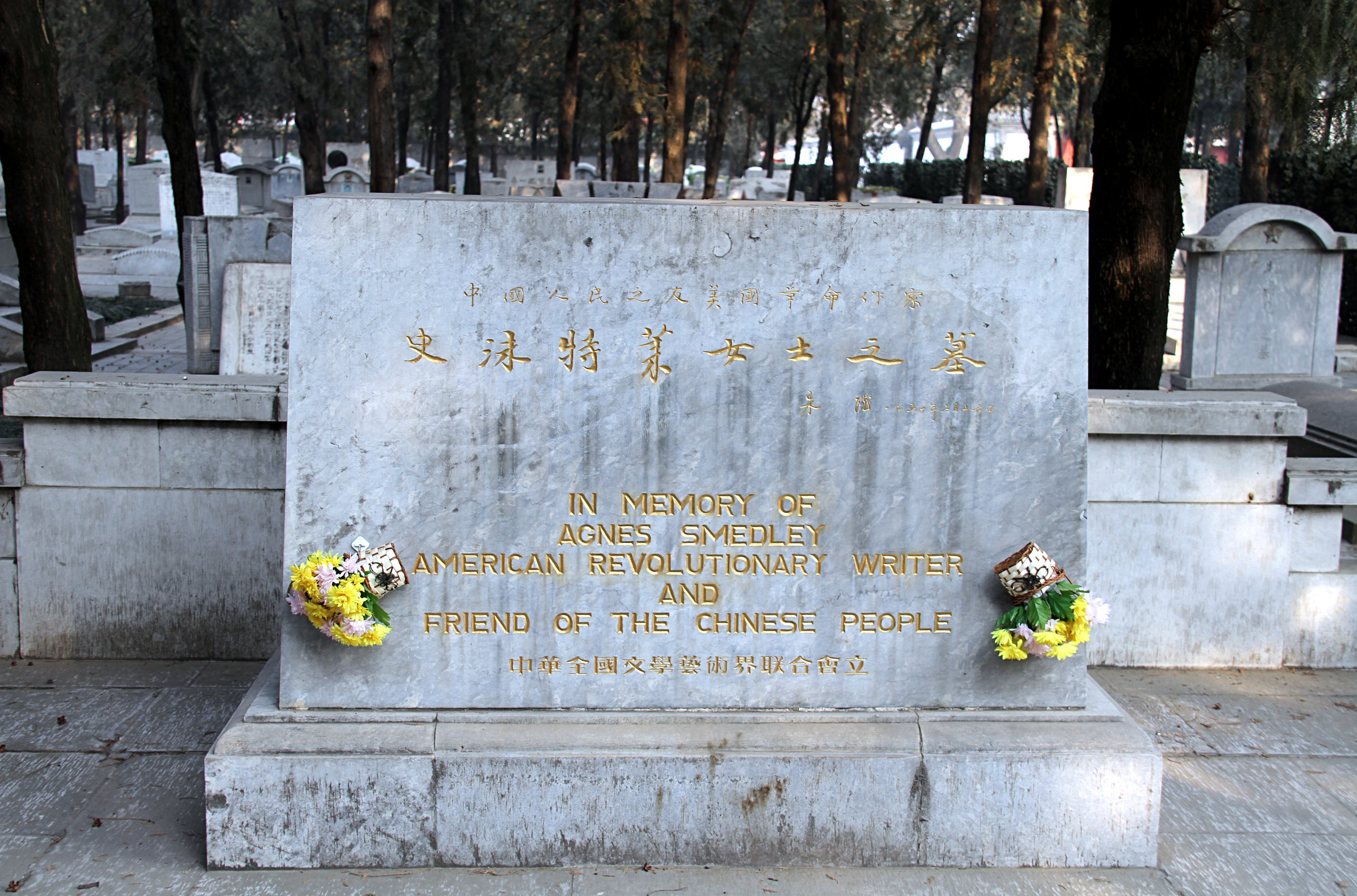
Lapide per Agnes Smedley al cimitero rivoluzionario di Babaoshan a Pechino

Si trasferì a Washington nel 1941 per difendere la Cina e scrisse diverse opere sulla rivoluzione cinese. A metà degli anni '40 era una voce influente a sostegno dei comunisti cinesi nei forum pubblici e nella radio NBC. Il suo libro del 1944 Battle Hymn of China (Knopf) fu ampiamente letto e recensito. Durante gli anni '40 visse a Yaddo, una colonia di scrittori nello stato di New York e visse a volte con Edgar Snow. Nel 1947 fu accusata di spionaggio dal generale McArthur e seguita dall'FBI. Sentendosi sotto pressione, lasciò gli Stati Uniti nell'autunno del 1949. Morì nel Regno Unito nel 1950 dopo un intervento chirurgico per un'ulcera.
Le sue ceneri furono sepolte nel cimitero rivoluzionario di Babaoshan a Pechino nel 1951.

## Vita privata
È stata sposata con Ernest Brundin (1912-1916).